# WNBA Western Conference
La Western Conference della WNBA è il raggruppamento delle squadre appartenenti agli stati occidentali che partecipano al campionato WNBA. L'altro raggruppamento è la Eastern Conference, che raggruppa le squadre appartenenti agli stati orientali.
Le prime quattro squadre della Western Conference partecipano ai playoff, insieme alle prime quattro squadre classificate nella Eastern Conference, per determinare la squadra campione del campionato WNBA.
Fanno parte della Western Conference le seguenti sei squadre:
1. Los Angeles Sparks
2. Minnesota Lynx
3. Phoenix Mercury
4. San Antonio Silver Stars
5. Seattle Storm
6. Tulsa Shock